# Richard Westmacott der Mittlere

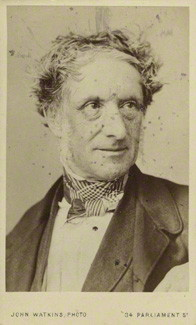
Richard Westmacott, fotografiert von John Watkins (1823–1874)

Sir Richard Westmacott RA, auch Richard Westmacott der Mittlere (* 15. Juli 1775 in London; † 1. September 1856 ebenda), war ein britischer Bildhauer des Klassizismus. Teilweise in der Nachfolge von John Flaxman stehend, war er in den ersten drei Jahrzehnten des 19. Jahrhunderts neben Francis Leggatt Chantrey der meistbeschäftigte Bildhauer für öffentliche Monumente in England. Bis ins hohe Alter war sein künstlerisches Urteil gefragt.

## Leben
Westmacott war ein Spross der Bildhauer- und Architektenfamilie Westmacott und der bedeutendste Vertreter dieser Dynastie. Er war Sohn des Bildhauers Richard Westmacott des Älteren (1747–1808), Bruder der Bildhauer George und Henry Westmacott und der Architekten Thomas, John und William Berners Westmacott sowie Vater und Lehrer des Bildhauers Richard Westmacott des Jüngeren (1799–1872). Zudem war er Onkel des Bildhauers James Sherwood Westmacott (1823–1900). Sein illegitimer Halbbruder Charles Molloy Westmacott (≈1788–1868) war anfangs auch Bildhauer, später Journalist, Autor und Verleger.
Vermutlich durch den Vater erfuhr er seine erste Ausbildung zum Bildhauer. Im Alter von 14 Jahren begann er bei seinem Großvater, dem Möbelschnitzer Thomas Vardy, eine Lehre. Weitere Unterweisung erhielt er durch den Carrareser Bildhauer Castoro Casoni. In dessen Begleitung reiste er 1792 über Paris nach Italien. Im Januar 1793 erreichte er Rom, wo er von 1793 bis 1795 an der Accademia di San Luca studierte. 1795 erhielte er dort den 1. Preis für das Terrakottarelief Joseph Confiding Benjamin to Juda. Neben seinen Studien führte Westmacott Antikenankäufe für den Architekten Henry Holland durch. Mit dem Bildhauer Antonio Canova freundete er sich an. Es folgten Aufenthalte in Florenz, wo er 1797 in die Accademia di Belle Arti aufgenommen wurde.
1796 kehrte er nach London zurück. Dort vermählte er sich 1798 mit Dorothy Margaret Wilkinson. 1805 wurde er Associate, 1811 Mitglied der Royal Academy of Arts. An der Akademie wirkte er von 1827 bis 1856 als Professor für Skulptur. Eine angetragene Präsidentschaft schlug er 1850 aus. Des Weiteren wurde er Mitglied der Society of Antiquaries (1811), der Society of Dilettanti (1817) und der Royal Hibernian Academy, Dublin (1835).
Als Experte konsultiert, sprach sich Westmacott 1816 für den staatlichen Ankauf der Elgin Marbles aus. Von etwa 1828 bis 1832 beteiligte er sich an der Herstellung des Figurenschmucks für den Marble Arch vor dem Buckingham Palace (1851 versetzt).
1836 verlieh ihm die University of Oxford die Ehrendoktorwürde. 1837 schlug ihn Königin Victoria zum Ritter.
Ab den 1840er Jahren überließ er die Leitung seiner Werkstatt weitgehend seinem Sohn Richard. Zuletzt trat er mit den Giebelfiguren für den Eingang zum British Museum hervor (The Progress of Civilization, 1851 installiert). 1843 überwachte er die Errichtung der Nelsonsäule auf dem Trafalgar Square. Weiterhin engagierte er sich als Preisrichter (Wettbewerb für die Fresken des neuen Palace of Westminster, 1843), als Berater (Gutachten zum Zustand königlichen Gräber in der Kathedrale von Canterbury, 1845) und in Auswahlgremien (Great Exhibition, London 1851; Auswahlgremium für englische Plastik auf der Weltausstellung Paris 1855).
1851 schenkte er seine Gipssammlung dem Ashmolean Museum, Oxford. 1864 veröffentlichte er sein Handbook of Sculpture. Ancient and Modern.

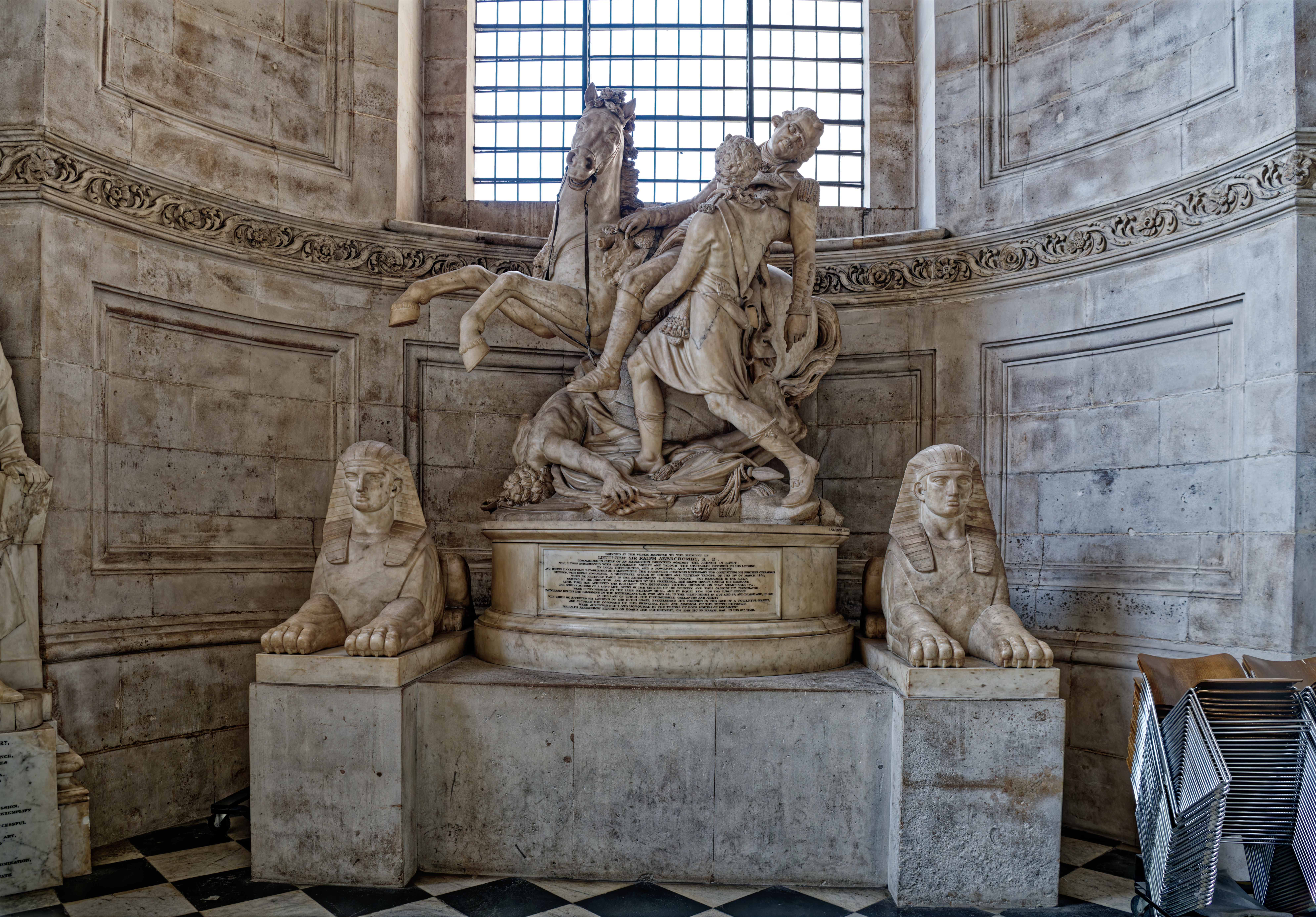
Monument to Sir Ralph Abercrombie, 1803–1809, St Paul’s Cathedral

Westmacott hinterließ ein umfangreiches klassizistisches Œuvre. Seine Werke nahmen unterschiedliche Ausprägungen an und reichen von allerhöchster künstlerischer Qualität bis zu nahezu belanglosen Werkstattarbeiten. In den Jahren 1803 bis 1809 schuf er mit dem Monument to Sir Ralph Abercromby (St Paul’s Cathedral, London) seinen ersten von acht Aufträgen des „Committee of Taste“ für St Paul’s und Westminster Abbey aus. Damit begründete er seine Laufbahn als führender Bildhauer nationaler Denkmäler. Die Marmorgruppe erhebt sich in einer offenen, szenischen Komposition über einem ovalen Sockel (flankiert von zwei separaten Sphinxen) und zeigt den tödlich verwundeten General, wie er vom Pferd in die Arme seines Adjutanten gleitet.
Als weitere Arbeiten sind bekannt:
- Reliefs des Joseph Addison Memorial (Westminster Abbey, 1806)
- Monument to Admiral Horatio Nelson (Birmingham, Bullring, 1806–1809)
- Nelson-Monument (Liverpool, Exchange Flags, 1808–1813, nach einem Entwurf von Matthew Cotes Wyatt)
- Nelson-Monument (Bridgetown/Barbados, 1810–1813, 2020 als Zeichen des Bruchs mit der Kolonialtradition entfernt)
- Monument to Francis Russell, 5. Duke of Bedford (1809 aufgestellt, Russell Square, London)
- Monument to William Pitt (1807–1813, Westminster Abbey)
- Grabmal für Robert Myddleton Biddulph (St. Michael’s, Ledbury/Herefordshire, 1814)
- Monument to the Duke of Wellington (Hyde Park, London, 1814–1822)
- Grabmal für Caroline Gresley (St. Nicholas, Kenilworth/Warwickshire, 1817)
- Reitermonument für Georg III. (Liverpool, Monument Place, 1818–1822, vergrößerten Version über einem Felssockel im Windsor Great Park, 1824–1831)
- Monument to Lord and Lady Penryhn (Llandygai/Caernarvonshire, 1819)
- Monument to Charles James Fox (1822 aufgestellt, Westminster Abbey)
- Waterloo-Vase (1819–1827 gefertigt aus einem für Napoleon Bonaparte reservierten gigantischen Marmorblock, der nach dessen Niederlagen als Geschenk des Großherzogs Ferdinand III. von Toskana nach England gelangte, von König Georg IV. zunächst für das Waterloo Chamber im Schloss Windsor vorgesehen, dafür jedoch zu schwer, schließlich über Umwege im 20. Jahrhundert in den Garten von Buckingham Palace in London gebracht)
- Figur Psyche (Woburn Abbey, Woburn/Bedfordshire, 1822)
- Monument to Mrs Elizabeth Warren (Westminster Abbey, 1824)
- Relief (Tondo) für das Monument to John William Egerton, 7. Earl of Bridgewater (St. Peter and Paul, Little Gaddesden/Hertfordshire, 1825)